# 印度拟蕨藓
印度拟蕨藓（学名：Pterobryopsis gedehensis）为蕨藓科拟蕨藓属下的一个种。

## 扩展阅读
- 維基物種上的相關：印度拟蕨藓